# Бе-Комо Драккар
«Бе-Комо Драккар» (англ. Baie-Comeau Drakkar, фр. Drakkar de Baie-Comeau) — молодёжный хоккейный клуб, выступающий в Главной юниорской хоккейной лиге Квебека (QMJHL). Базируется в городе Бе-Комо, провинция Квебек, Канада. Название «Драккар» относится к типу драккара.
В сезоне 2012-13 команда впервые в своей истории вышла в финал QMJHL, но проиграла команде «Галифакс Мусхедс» со счетом 4-1.

## Достижения
- Победитель регулярного сезона (3): 2002–03, 2013–14, 2023–24;